# Anouar Abdel-Malek
Anouar Abdel-Malek (in arabo أنور ﻋﺒﺪ ﺍﻟﻤﻠﻚ‎?, Anwar ʿAbd al-Malik; 23 ottobre 1924 – 15 giugno 2012) è stato uno storico e sociologo egiziano.

## Biografia
È stato un ricercatore e uno storico di orientamento marxista e di ideali panarabi.
Anouar Abdel-Malek conseguì una laurea breve in Filosofia nel 1954 nell'Università di 'Ayn Shams per proseguire i suoi studi a Parigi, nella prestigiosa Sorbona.
In seguito entrò nel CNRS, diventandovi responsabile di ricerca nel 1970.

## Opere
- Égypte : société militaire, 1962. Tradotto da Goffredo Fofi in italiano col titolo Esercito e società in Egitto, 1952-1967, Torino, Einaudi, 1967 e in inglese da Charles Lam Markmann col titolo Egypt: military society; the army regime, the left, and social change under Nasser, 1968.
- Anthologie de la littérature arabe contemporaine, 1964
- Idéologie et renaissance nationale, l'Égypte moderne, 1969
- La pensée politique arabe contemporaine, 1970. Tradotto in italiano da Giuseppe Morosini sotto il titolo Il pensiero politico arabo contemporaneo, Roma, Editori riuniti, 1973, e in inglese da Michael Pallis come Contemporary Arab political thought, 1983
- (ed.) Sociologie de l'impérialisme, 1971
- La dialectique sociale, 1972. Translated by Mike Gonzalez as Social dialectics, 2 vols., 1980.
- Nation and revolution, 1981
- (ed. with Miroslav Pečujlić and Gregory Blue) Science and technology in the transformation of the world, 1982
- (ed. with Ānisujjāmāna) Culture and thought in the transformation of the world, 1983.